# Сказание о земле Сибирской
«Сказание о земле Сибирской» — советский цветной музыкальный фильм, поставленный на киностудии «Мосфильм» в 1947 году режиссёром Иваном Пырьевым по сценарию Евгения Помещикова и Николая Рожкова.

## Сюжет
Пианист Андрей Балашов (Владимир Дружников) после ранения на фронте во время Великой Отечественной лишился возможности серьёзно заниматься музыкой, так как повредил руку. Не попрощавшись с друзьями и Наташей (Марина Ладынина), которую любил, уезжает в Сибирь. Работает на строительстве комбината, а по вечерам поёт в чайной. Случайно, по погодным условиям, на аэродром вблизи этой стройки сажают самолёт с друзьями Андрея, летящими на конкурс за границу — Борисом Оленичем (Владимир Зельдин) и Наташей. Андрей встречается с ними. Встреча меняет его жизнь. Он едет в Заполярье и вдохновленный героическим трудом строителей пишет симфоническую ораторию «Сказание о земле Сибирской», которая получает всеобщее признание.

## Купюры
Оригинальная версия картины примерно на 10 минут длиннее известного современному зрителю «восстановленного» варианта 1966 года, который обычно показывается по телевидению и тиражируется на видео и DVD. В варианте 1966 года вырезана песня о Сибири, очень напоминающая по музыкальной теме песню «Там вдали, за рекой». Отсутствуют эпизоды, в которых на заднем плане был портрет Сталина (часть диалогов из-за этого подверглась купированию). Некоторые кадры фильма несколько подправлены. В финале, в текст оратории были внесены исправления — удалены упоминания о Сталине. Возможно, что часть исправлений была произведена значительно раньше: в каталоге ГФФ указывается наличие «перемонтированной» версии фильма, датированной 1954 годом.

## Актёрский состав

### В ролях
- Владимир Дружников — Андрей Николаевич Балашов
- Марина Ладынина — Наталья Павловна Малинина
- Борис Андреев — Яков Захарович Бурмак
- Вера Васильева — Анастасия Петровна Гусенкова
- Сергей Калинин — заведующий чайной Корней Нефёдович Заварин
- Елена Савицкая — буфетчица Капитолина Кондратьевна
- Владимир Зельдин — пианист Борис Григорьевич Оленич
- Михаил Сидоркин — Сергей Томакуров
- Григорий Шпигель — Григорий Галайда
- Василий Зайчиков — профессор Вадим Сергеевич Игонин, дядя Наташи

### В эпизодах
- Татьяна Барышева — посетительница чайной (в титрах не указана)
- Владимир Дорофеев — Григорий Иванович (в титрах не указан)
- Пётр Любешкин — посетитель чайной (в титрах не указан)
- Гавриил Белов — посетитель чайной (нет в титрах)
- Иван Рыжов — диспетчер (в титрах не указан)
- Владимир Уральский — Носов (в титрах не указан)
- Николай Хрящиков — эпизод (нет в титрах)
- Константин Лабутин  — Сенька (в титрах не указан)
- Евгений Григорьев — посетитель чайной (в титрах не указан)

## Съёмочная группа
- Автор замысла и постановка — Иван Пырьев
- Сценарий:
  - Евгений Помещиков
  - Николай Рожков
- Главный оператор — Валентин Павлов
- Художники-постановщики:
  - Артур Бергер
  - Борис Чеботарёв
- Композитор — Николай Крюков
- Текст песен — Евгений Долматовский
- Стихи — Илья Сельвинский
- Звукооператор — Валерий Попов
- Режиссёры:
  - Фёдор Филиппов
  - Наум Трахтенберг
- Операторы:
  - Николай Большаков
  - Виктор Масленников
  - Тимофей Лебешев
- Художник по костюмам — Константин Урбетис
- Грим — Вера Рудина
- Ассистенты режиссёра:
  - Ф. Солуянов
  - Артавазд Кефчиян
  - Н. Юдкин
  - Джанет Тамбиева
- Ассистент оператора — Леонид Крайненков
- Ассистенты звукооператора:
  - Валентина Щедрина
  - Арташес Венециан
  - Р. Кричевер
- Монтаж — Анна Кульганек
- Комбинированные съёмки:
  - режиссёр — Фёдор Красный
  - оператор — Борис Арецкий
  - художник — Людмила Александровская
- Директора картины:
  - Исаак Зайонц
  - И. Салуянов
  - Р. Гиммельфарб

## Создание фильма
- «Сказание о земле Сибирской» является третьим по счёту цветным художественным фильмом в отечественном кинематографе[2].
- Натурные съёмки проходили в Сибири на территории Алтайского и Красноярского (в Красноярске, Игарке, Дудинке, Хакасской АО) краёв, Новосибирской и Иркутской областей. Эпизод боя Ермака с войском сибирского хана Кучума снимали в городе Звенигороде Московской области[2].
- Косвенным прототипом главного героя фильма был скрипач и пианист Роман Вольдемарович Матсов (1917-2001), к моменту начала войны - аспирант Ленинградской консерватории (ранее закончил Таллинскую консерваторию, учился также в Берлине по классу скрипки у Георга Куленкампфа и по классу фортепиано у Вальтера Гизекинга). Отправившись добровольцем на фронт, осенью 1942 года получил тяжелое ранение разрывной пулей в правое плечо. Перенес девять операций, лишь чудом избежав ампутации правой руки. После этого, лишенный возможности продолжать деятельность инструменталиста, самостоятельно освоил профессию дирижера. В 1946 году стал лауреатом второй премии на Всесоюзном смотре-конкурсе дирижеров. С 1950 года, на протяжении почти двух десятилетий, был художественным руководителем и главным дирижером симфонического оркестра в Таллине. Впервые в СССР исполнил ряд произведений многих советских и зарубежных композиторов. Активно гастролировал во многих городах СССР и за рубежом. Выступал со многими известнейшими солистами (среди них - Мария Юдина, Мария Гринберг, Тийт Куузик и др.) До конца жизни был профессором Таллинской консерватории, воспитал многих советских дирижеров, был членом жюри ряда дирижерских конкурсов.

## Награды
В 1948 году за фильм «Сказание о земле Сибирской» творческая группа фильма: Иван Пырьев, Борис Андреев, Владимир Дружников, Марина Ладынина, Вера Васильева, Евгений Помещиков, Николай Рожков, Валентин Павлов, Николай Крюков были награждены Сталинской премией первой степени.